# Matzingen
Matzingen is een gemeente en plaats in het Zwitserse kanton Thurgau, en maakt deel uit van het district Frauenfeld.
Matzingen telt 2405 inwoners.